# Echobelly
Echobelly — британская альтернативная рок-группа, основанная в 1993 году в Лондоне (Англия). Получила известность благодаря покровительству Стивена Патрика Моррисси, вокалиста группы The Smiths, который часто приглашал их в совместные туры и использовал на разогреве. В середине 90-х группа попала под влияние популярного тогда брит-попа, и все свои альбомы записывала именно в этом стиле. К основателям можно отнести следующих людей: Соня Аурора Мэдэн (вокал), Гленн Йоханссон (гитара), Дэбби Смит (гитара), Алекс Кизер (бас-гитара), Энди Хендерсон (ударные). После издания второго студийного альбома в 1995 году коллектив покинул Кизер, перешедший в группу Dragstripper, его место занял новый бас-гитарист Джеймс Харрис. В 1997 году, после записи третьего альбома, из группы ушли Смит и недавно пришедший Харрис. Сейчас Смит является довольно популярным диджеем на клубной гей-сцене Лондона, а также известно, что некоторое время она играла в составе супергруппы Snowpony, в которой были задействованы музыканты из My Bloody Valentine и Stereolab.

## Альбомы
- 1994 — Everyone’s got one
- 1995 — On
- 1997 — Lustra
- 2001 — People are expensive
- 2003 — Gravity pulls

## Синглы
- 1993 — Bellyache
- 1994 — Insomniac
- 1994 — I can’t imagine the world without me
- 1994 — Close… but
- 1995 — Great things
- 1995 — King of the kerb
- 1996 — Dark therapy
- 1997 — The world is flat
- 1997 — Here comes the big rush
- 2001 — Digit
- 2001 — Tell me why
- 2001 — Kali Yuga

## Другие релизы
- 2001 — I can’t imagine the world without me (The best of Echobelly)
- 2008 — The best of Echobelly